# Bruno Huerre
Bruno Huerre (né le 26 mars 1962) est un architecte français.
Diplômé de l'UP8 en 1990, il accède au statut libéral en 1992, avant de créer son agence en 1998.
Tout en dirigeant celle-ci, Bruno Huerre participe, d’abord en tant qu’architecte associé, aux projets de médiathèques d’Antibes (2000-2006) et Viroflay (2002-2007). Après la mort de Pierre Riboulet en octobre 2003, il en assume l’entière responsabilité pour en achever la réalisation.

## Principales réalisations
- 1998-2002 42 logements PLA, Cité Fougères, Paris 20e
- 2000-2006 Médiathèque d'Antibes (avec Pierre Riboulet)
- 2001-2003 Restaurant d’entreprises et salles polyvalentes, Magny-les-Hameaux
- 2004-2006 Siège social Centre Ouest de Colas (extension et rénovation), Nantes
- 2002-2007 Bibliothèque - Auditorium de Viroflay, Viroflay 78 (avec Pierre Riboulet)